# Ясенова
Ясенова́ (словац. Jasenová) — село в окрузі Дольни Кубін Жилінського краю Словаччини. Площа села 11,93 км². Станом на 31 грудня 2015 року в селі проживало 415 жителів.
Неподалік знаходиться гора Вельки Хоч. Протікають Ясеновський потік і Бієла вода.

## Історія
Перші згадки про село датуються 1320 й 1323 роками.

## Населення
| Рік:            | 1994. | 2004.   | 2014.   | 2024.   |
| --------------- | ----- | ------- | ------- | ------- |
| Кількість осіб: | 392   | 399     | 409     | 434     |
| Різниця:        |       | +1,78 % | +2,50 % | +6,11 % |

| Рік:            | 2023. | 2024.   |
| --------------- | ----- | ------- |
| Кількість осіб: | 437   | 434     |
| Різниця:        |       | -0,68 % |